# SO-152
El 2S3 «Akátsiya» (en ruso: 2С3 «Ака́ция») es un sistema de artillería autopropulsada, fabricado en la Unión Soviética, el cual fue desarrollado en la oficina de diseño N.º 9 de la planta de producción de maquinaria Kalinin, ubicada en Ekaterimburgo, Rusia, y fue designado "M1973" por la OTAN.
El sistema está armado con un cañón de 152,4 mm basado en el obús soviético D-20 de calibre 152,4 mm, y es el equivalente soviético del M109. La designación de fábrica del obús es D-22 y la designación GRAU es 2A33.

## Descripción

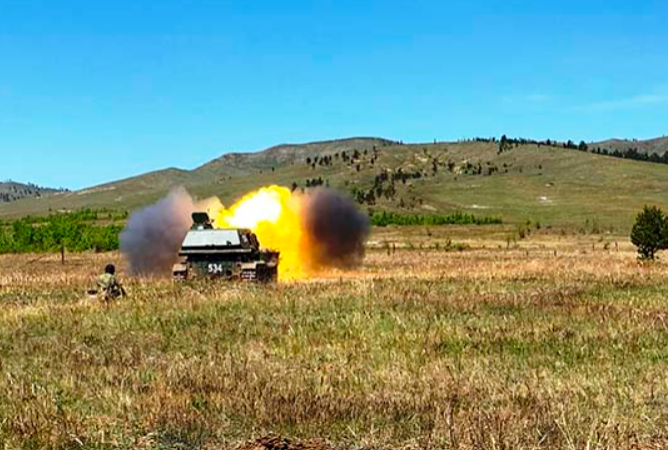
Tiro ACS Acacia

Los compartimientos del conductor y de la transmisión del motor están situados en la parte delantera del casco, el compartimiento de combate con torreta giratoria –en las partes media y posterior del casco-, y el blindaje es de acero laminado y soldadura autógena. El Obús está equipado con equipo de radio R-123, intercomunicador R-124, un sistema automático de protección ABQ compuesto por una unidad de filtración y equipos contra incendios.
El motor es el Diesel V-59 de 12 cilindros y cuatro tiempos refrigerado por agua, se conecta con una transmisión mecánica doble, una caja de engranajes está en un bloque con un engranaje planetario de manejo. El SO-152 tiene equipos que le permiten preparar una trinchera en 20-40 minutos. El chasis fue desarrollado por Uraltransmash.
La tripulación está formada por 4-6 hombres: un conductor, un artillero, un cargador, un comandante y dos portadores de municiones, que se colocan en la parte trasera del vehículo y pasan los proyectiles a través de dos portillas para alimentación en la parte trasera del casco cuando está en posición de disparo.

## Usuarios

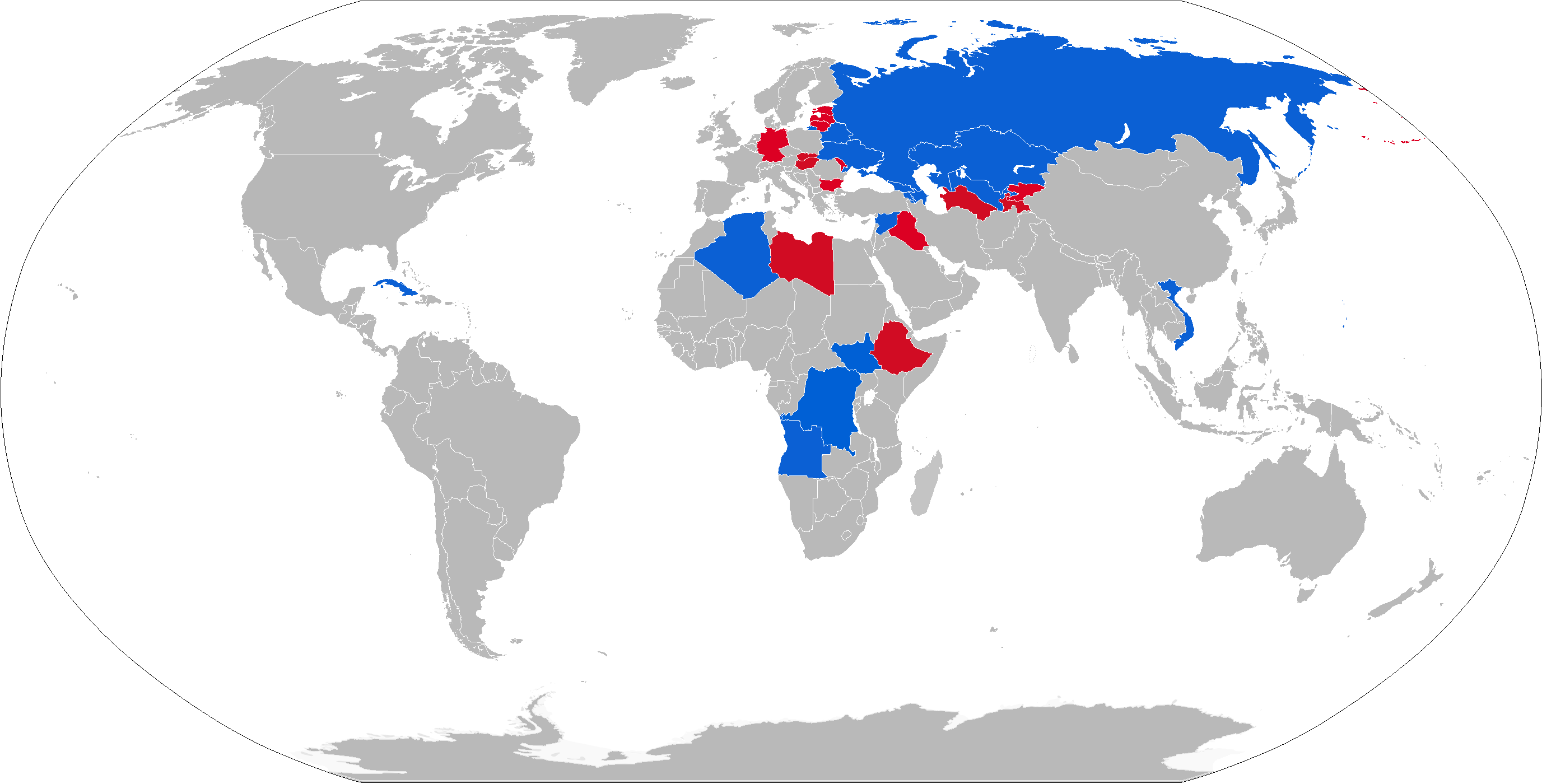
Mapa de los usuarios del sistema de artillería 2S3 Akatsiya, en azul los actuales usuarios, los anteriores en rojo.

El 2S3 "Akatsiya"  fue exportado a diferentes naciones, pero en bajas cantidades.

### Actuales
- Argelia – 10 en 1995, originalmente eran 40 unidades las adquiridas
- Angola – 48
- Armenia – 28[5]
- Azerbaiyán – 16 comprados a Ucrania,[6] vistos por primera vez en un desfile militar en el año 2008.[7]
- Bielorrusia – 168
- Cuba
- Etiopía – 10 comprados a Rusia en 1999
- Georgia – 32 in 2012
- Hungría – 5 en 1995, de los 18 originalmente adquiridos.
- Kazajistán – 150
- Libia – 55 en 1995, de acuerdo a otras fuentes 36.[cita requerida]
- Rusia – 931 activos, y más de 1,600 en almacenamiento en el 2007.[2]
- Eslovaquia
- Siria – 100 en 1995 y en el 2006
- Turkmenistán – 16
- Ucrania – 501
- Estados Unidos – 7 (4 fueron transferidos desde Alemania en 1993, 3 fueron entregados por Ucrania en el 2000.[8])
- Uzbekistán – 17
- Vietnam – 30

### Anteriores
- Bulgaria – 20
- República Democrática Alemana – 95
- Irak – 35 (estatus desconocido, probablemente desguazados)
- Unión Soviética – Todas las unidades fueron transferidas a sus estados sucesores.